# Клас крупності
Кла́с кру́пності (рос. класс крупности, англ. size grade, нім. Kornklasse f, Größenklasse f) — сукупність частинок мінералу, обмежених верхнім та нижнім граничними розмірами. Розділення на класи крупності провадиться для роздільного збагачення (підготовча класифікація) або використання кожного класу крупності окремо (розсортування).
Розділення на класи крупності здійснюється в рамках ситового аналізу. Визначається двома лінійними величинами, що означають розмір отвору сита: менший — через який не проходить жодна частинка даного матеріалу, більший — через який проходять найкрупніші частинки (шматки, грудки, зерна) матеріалу.
Крупність класів виражається в міліметрах і позначається числом зі знаком «+» або «–» (наприклад, клас крупності + 50 мм; — 0,5 мм), а також двома числовими показниками, що позначають максимальний і мінімальний розміри зерен у даному класі (наприклад, 100 — 10 мм).
При грохоченні продукти грохочення називають класами крупності. Матеріал, що залишився на ситі, називається надрешітним продуктом; матеріал, що пройшов через отвори сита, — підрешітним продуктом. Клас крупності, використовуваний як готовий товарний продукт, називається сортом.